# Gmina Czerwieńsk
Die Gmina Czerwieńsk ['ʧɛrvʲɛɲsk] ist eine Stadt-und-Land-Gemeinde im Powiat Zielonogórski der Woiwodschaft Lebus in Polen. Ihr Sitz ist die gleichnamige Stadt (deutsch Rothenburg an der Oder) mit etwa 4100 Einwohnern.

## Geographie
Die Gemeinde liegt in Niederschlesien und erstreckt sich beidseits der Oder. Etwa zwei Drittel ihrer Fläche von fast 196 km² befindet sich südlich des Flusses. Die Gemeinde grenzt im Südosten an Zielona Góra (Grünberg i. Schles.).

## Geschichte
Im Jahr 1969 wurde Czerwieńsk wieder zur Stadt erklärt.

## Gliederung
Zur Stadt-und-Land-Gemeinde gehören neben der südlich der Oder gelegenen Stadt Czerwieńsk (Rothenburg (Oder)) folgende Dörfer mit Schulzenamt und zugehörige Orte:
Nördlich der Oder
| - Będów (Bindow) - Bródki (Klein Blumberg) | - Nietkowice (Deutsch Nettkow, 1937–1945 Straßburg) - Sycowice (Leitersdorf) |

Südlich der Oder
| - Dobrzęcin (Valeskahof) - Laski (Läsgen) - Leśniów Mały (Klein Lessen) - Leśniów Wielki (Groß Lessen) - Nietków (Polnisch Nettkow, 1937–1945 Schlesisch Nettkow) mit Boryń (Friedrichshof) und Piaśnica (Scheunen) | - Płoty (Plothow, 193?–1945 Oderfischer) - Sudoł (Seedorf) - Wysokie (Woitscheke, 1936–1945 Schäferberg) mit Wyszyna (Woitscheke Vorwerk, 1936–1945 Schäferberg Vorwerk) - Zagórze (Jonasberg) |

## Partnerschaften
- Drebkau (Brandenburg)
- Rotenburg an der Fulda (Hessen)
- Rotenburg (Wümme) (Niedersachsen)